# Лорд Тофикен
Лорд Тофикен (англ. Lord Torphichen) — наследственный титул в системе Пэрства Шотландии. Он был создан шотландской королевой Марией Стюарт 25 января 1564 года для сэра Джеймса Сэндилендса (ок. 1511—1579). Джеймс Сэндилендс ранее служил наставником в Ордене Святого Иоанна Иерусалимского в Шотландии, он принял титул от названия храма Тофикен в Западном Лотиане. Его сменил его внучатый племянник, Джеймс Сэндилендс, 2-й лорд Тофикен (1574—1617), который также носил титул феодального барона Колдера. Титулы лорда Тофикена и феодального барона Колдера были объединены, и все последующие лорды были потомками 2-го лорда Тофикена. Его правнук, Джеймс Сэндилендс, 7-й лорд Тофикен (ум. 1753), был активным сторонником союза с Англией. Его правнук, Джеймс Сэндилендс, 9-й лорд Тофикен (1759—1815), и праправнук, Джеймс Уолтер Сэндилендс, 12-й лорд Тофикен (1846—1915), заседали в Палате лордов Великобритании в качестве шотландских пэров-представителей.
В настоящее время носителем титула является правнук последнего, 15-й лорд Тофикен (род. 1946), который сменил своего отца в 1975 году. Он также является главой клана Сэндилендс, и носит титул феодального барона Колдера, известный с 14 века.
Семейная резиденция рода Сэндилендс — Колдер-хаус в городе Мид Колдер, Западный Лотиан в Шотландии.

## Лорды Тофикен (1564)
- 1564—1579: Джеймс Сэндилендс, 1-й лорд Тофикен (ок. 1511—1579), второй сын сэра Джеймса Сэндилендса, 7-го лорда Колдера (1482—1559);
- 1579—1617: Джеймс Сэндилендс, 2-й лорд Тофикен (ок. 1574 — август 1617), сын Джеймса Сэндилендса (ум. 1576), внук Джона Сэндилендса (ум. ок. 1565), сына сэра Джеймса Сэндилендса, 7-го барона Колдера (1482—1559), внучатый племянник предыдущего;
- 1617—1622: Джеймс Сэндилендс, 3-й лорд Тофикен (ок. 1597 — январь 1622), старший сын предыдущего, внук Джеймса Сэндилендса (ум. 1576), правнук Джона Сэндилендса (ум. ок. 1565), сына сэра Джеймса Сэндилендса, 7-го барона Колдера (1482—1559);
- 1622—1637: Джон Сэндилендс, 4-й лорд Тофикен (ок. 1598 — июль 1637), младший брат предыдущего;
- 1637—1649: Джон Сэндилендс, 5-й лорд Тофикен (11 февраля 1625 — июль 1649), старший сын предыдущего;
- 1649—1696: Уолтер Сэндилендс, 6-й лорд Тофикен (12 мая 1629 — май 1696), младший брат предыдущего, жена — Энн Элфинстон, дочь Александра, 6-го лорда Элфинстона;
- 1696—1753: Джеймс Сэндилендс, 7-й лорд Тофикен (ум. 10 августа 1753), сын предыдущего от четвертого брака;
- 1753—1765: Уолтер Сэндилендс, 8-й лорд Тофикен (16 августа 1707 — 9 ноября 1765), второй сын предыдущего;
- 1765—1815: Джеймс Сэндилендс, 9-й лорд Тофикен (15 ноября 1759 — 7 июня 1815), единственный сын предыдущего;
- 1815—1862: Джеймс Сэндилендс, 10-й лорд Тофикен (21 июля 1770 — 22 марта 1862), единственный сын достопочтенного Роберта Сэндилендса (ум. 1791), внук 7-го лорда Тофикена;
- 1862—1869: Роберт Сэндилендс, 11-й лорд Тофикен (3 августа 1807 — 24 декабря 1869), старший сын предыдущего;
- 1869—1915: Джеймс Уолтер Сэндилендс, 12-й лорд Тофикен (4 мая 1846 — 20 июля 1915), старший сын преподобного достопочтенного Джона Сэндилендса (1813—1865), внук Джеймса Сэндилендса, 10-го лорда Тофикена, племянник предыдущего;
- 1915—1973: Джон Гордон Сэндилендс, 13-й лорд Тофикен (8 июня 1886 — 1 июля 1973), второй сын предыдущего;
- 1973—1975: Джеймс Брюс Сэндилендс, 14-й лорд Тофикен (26 октября 1917 — 12 июля 1975), единственный сын предыдущего;
- 1975 — настоящее время: Джеймс Эндрю Дуглас Сэндилендс, 15-й лорд Тофикен (род. 27 августа 1946), единственный сын предыдущего;
  - Наследник титула: Роберт Пауэлл Сэндилендс, мастер Тофикен (род. 1950), единственный сын Дугласа Роберта Александра Сэндилендса (1926—2002), от первого брака, внук Уолтера Александра Сэндилендса (1888—1966), правнук 12-го лорда Тофикена и троюродный брат нынешнего лорда Тофикена.